# الرمضة
الرمضة قرية سعودية، من قرى وادي الفرع في منطقة المدينة المنورة. تقع في جنوب المدينة المنورة، وتبعد عنها قرابة 145 كم.